# Talking to Myself
„Talking to Myself“ je píseň americké rockové skupiny Linkin Park. Jedná se o druhý singl z jejich sedmého studiového alba One More Light. Vydána byla 25. července 2017. Videoklip písničky byl zveřejněn 20. července 2017, tedy ve stejný den, kdy byl zpěvák skupiny Chester Bennington nalezen mrtvý, poté co ve svém domě spáchal sebevraždu. Jedná se o první posmrtně vydaný singl Chestera Benningtona.

## Videoklip
Videoklip obsahuje záběry z vystoupení kapely na různých místech a také záběry ze zkoušek. Režíroval ho Mark Fiore. Byl zveřejněn několik hodin před potvrzením smrti Chestera Benningtona.
Videoklip na YouTube dosáhl během jednoho dne více než 10,1 milionů zhlédnutí, čímž se stal jedním z nejsledovanějších online videoklipů za prvních 24 hodin.

## Kritika a hodnocení
Píseň získala od kritiků smíšené hodnocení. Stejně jako celé album byla i tato píseň kritizována za její odklon od původního stylu skupinu.